# Amarelo de anilina
Amarelo de anilina, 4-fenilazoanilina ou 4-aminoazobenzeno, é um corante azo amarelo e uma amina aromática. É um derivado do azobenzeno, sendo o mais simples dos aminoazobenzenos, um azobenzeno contendo um grupo amina, sendo manufaturado a partir da anilina. Tem a aparência de um pó laranja. É um carcinógeno.
Amarelo de anilina foi o primeiro corante azo. Foi produzido primeiramente em 1861 por C. Mene. O segundo corante azo foi o pardo Bismarck em 1863. Amarelo de anilina foi comercializado em 1864 como o primeiro corante azo comercial, um ano após o negro de anilina.

## Usos
Amarelo de anilina é usado em microscopia para coloração in vivo, em pirotecnia para fumaças coloridas de amarelo, em pigmentos amarelos e tintas, incluindo tintas para impressoras a jato de tinta. É também usado em inseticidas, lacas, vernizes, ceras, corantes ao óleo, e resinas de estireno. É também um intermediário na síntese de outros corantes, e.g. crisoidina, indulinas, amarelo sólido e amarelo ácido.

## Obtenção
É obtido pela copulação da anilina na forma de sal de diazônio com a própria anilina, sendo explicada sua síntese pela ação do ácido nitroso na anilina, obtendo-se rearranjo do intermediário ácido 1,3-difenil-triazeno.
Substituindo-se a anilina pela orto-toluidina, obtém-se o homólogo dimetilado do amarelo de anilina, o orto-aminoazotolueno.

## Síndrome do azeite tóxico
Amarelo de anilina esteve envolvido na Síndrome do Óleo Tóxico na Espanha em 1981. Uma empresa baseada em Madri importou óleo de colza denaturado, corado com amarelo de anilina mara destacar sua inadequação para o consumo humano, para ser usado como combustível em aciarias. Entretanto, a empresa destilou o óleo para remover o corante, e vendê-lo como uma óleo de oliva para cozinha muito mais valioso. 
O resultado foi uma erupção de doenças similares em sintomas à pneumonia do tipo de doenças, com uma segunda fase com lesões, paralisia, perda de peso e de massa muscular. O resultado final foi mais de 20 mil doentes e número de mortes próximo de 400. A química das reações do envenenamento é ainda assunto de debate.